# Wessex uralkodóinak listája
Wessex a 7 angolszász királyság  egyike, amelyet szászok alapították 519-ben.

## Uralkodók (519–973)
| Portré/Érme                                           | Uralkodó     | Névváltozat              | Uralkodott | Címe                                                                         | Megjegyzés                                                        |
| ----------------------------------------------------- | ------------ | ------------------------ | ---------- | ---------------------------------------------------------------------------- | ----------------------------------------------------------------- |
|                                                       | Cerdic       |                          | 519–534    | CERDIC ELESING GEVVISSÆ CYNING CERDIC REX GEVVISSÆ                           | Elsea fia.                                                        |
|                                                       | Cynric       |                          | 534–560    | CYNRIC CERDICING GEVVISSÆ CYNING CYNRIC REX GEVVISSÆ                         | Cerdic unokája.                                                   |
|                                                       | Ceawlin      | Ceaulin Caelin           | 560–591    | CEAVVLIN CYNRICING GEVVISSÆ CYNING CEAVVLIN REX GEVVISSÆ                     | Cynric fia.                                                       |
|                                                       | Ceol         | Ceola Ceolric            | 591–597    | CEOL CVÞING GEVVISSÆ CYNING CEOL REX GEVVISSÆ                                | Cynric unokája.                                                   |
|                                                       | Ceolwulf     |                          | 597–611    | CEOLVVLF CVÞING GEVVISSÆ CYNING CEOLVVLF REX GEVVISSÆ                        | Ceol fivére.                                                      |
|                                                       | Cynegils     | Kengils                  | 611–643    | CYNEGILS CEOLING GEVVISSÆ CYNING CYNEGILS REX GEVVISSÆ                       | Ceolwulf fia.                                                     |
|                                                       | Cwichelm     |                          | 626–636    | CVVICHELM CYNEGILSING GEVVISSÆ CYNING CVVICHELM REX GEVVISSÆ                 | Cynegils fia.                                                     |
|                                                       | Cenwalh      | Cenwealh Coenwalh        | 643–645    | CENVVALH CYNEGILSING GEVVISSÆ CYNING CENVVALH REX GEVVISSÆ                   | Cynegils fia.                                                     |
| 645–648 között merciai királyok uralkodnak Wessexben. |              |                          |            |                                                                              |                                                                   |
|                                                       | Cenwalh (2x) | Cenwealh Coenwalh        | 648–672    | CENVVALH CYNEGILSING GEVVISSÆ CYNING CENVVALH REX GEVVISSÆ                   |                                                                   |
|                                                       | Seaxburh     |                          | 672–674    | SEAXBVRG VVESTSEAXNA CVEN SEAXBVRH REGINA SAXONVM OCCIDENTALIVM              | Cenwalh özvegye.                                                  |
|                                                       | Cenfus       |                          | 674        | CENFVS CENFERÞING VVESTSEAXNA CYNING CENFVS REX SAXONVM OCCIDENTALIVM        |                                                                   |
|                                                       | Æscwine      |                          | 674–676    | ÆSCVVINE CENFVSING VVESTSEAXNA CYNING ÆSCVVINE REX SAXONVM OCCIDENTALIVM     | Cynric ötödik leszármazottja.                                     |
|                                                       | Centwine     |                          | 676–685    | CENTVVINE CYNEGILSING VVESTSEAXNA CYNING CENTVVINE REX SAXONVM OCCIDENTALIVM | Cynegils fia. Megh.: 686 után.                                    |
|                                                       | Cædwalla     |                          | 685–688    | CÆDVVALLA CENBRYHTING VVESTSEAXNA CYNING CÆDVVALLA REX SAXONVM OCCIDENTALIVM | Ceawlin negyedik leszármazottja.                                  |
|                                                       | Ine          | Ina                      | 688–726    | INE CENREDING VVESTSEAXNA CYNING INE REX SAXONVM OCCIDENTALIVM               | Ceawlin ötödik leszármazottja.                                    |
|                                                       | Æthelheard   |                          | 726–740    | ÆÞELHEARD VVESTSEAXNA CYNING ÆÞELHEARD REX SAXONVM OCCIDENTALIVM             | Ine sógora.                                                       |
|                                                       | Cuthred      | Cuþræd                   | 740–756    | CVÞRED VVESTSEAXNA CYNING CVÞRED REX SAXONVM OCCIDENTALIVM                   | Cuthred testvére.                                                 |
|                                                       | Sigeberht    |                          | 756–757    | SIGEBRYHT VVESTSEAXNA CYNING SIGEBRYHT REX SAXONVM OCCIDENTALIVM             | Cuthred fia.                                                      |
|                                                       | Cynewulf     |                          | 757–786    | CYNEVVLF VVESTSEAXNA CYNING CYNEVVLF REX SAXONVM OCCIDENTALIVM               | Sigeberht fia.                                                    |
|                                                       | Beorhtric    | Brihtric                 | 786–802    | BEORHTRIC VVESTSEAXNA CYNING BEORHTRIC REX SAXONVM OCCIDENTALIVM             | Cenwalh első felesége testvére negyedik leszármazottjának a veje. |
|                                                       | Ecgbert      | Egbert Ecgbriht Ecgberht | 802–839    | ECGBRYHT EALHMVNDING VVESTSEAXNA CYNING ECGBRYHT REX SAXONVM OCCIDENTALIVM   | Ceawlin kilencedik leszármazottja.                                |
| A további uralkodókat ld. Angliánál.                  |              |                          |            |                                                                              |                                                                   |